# Judi Bowker
Judith A. Bowker (Shawford, 6 aprile 1954) è un'attrice britannica, attiva al cinema e in televisione.

## Biografia
Judi Bowker nasce a Shawford, nell'Hampshire, il 6 aprile 1954, figlia di Alfred J. Bowker e Ann Fairweather, che si erano sposati nel 1947. Quando aveva due anni la sua famiglia si trasferì nel protettorato britannico della Rhodesia Settentrionale e visse lì per otto anni. Nel frattempo coltivò una moltitudine di interessi, tra cui la pittura, il balletto e l'equitazione, ma era molto interessata principalmente all'arte drammatica e cominciò a perseguire la propria carriera di attrice dopo che la famiglia rimpatriò in Inghilterra.
Attiva sin da bambina, raggiunse il grande successo con la serie televisiva inglese Le avventure di Black Beauty, che la fece conoscere anche a livello internazionale. È conosciuta al grande pubblico soprattutto per il ruolo di Chiara d'Assisi nel film Fratello sole, sorella luna (1972) di Franco Zeffirelli e per aver interpretato Andromeda in Scontro di titani (1981). Nel film Il conte Dracula (1977), prodotto dalla BBC, interpretò invece Mina Murray.
È apparsa inoltre in numerose opere teatrali, tra cui Hedda Gabler, Macbeth, Ivanov, Sogno di una notte di mezza estate, Tre sorelle e nell'adattamento teatrale di Sherlock Holmes diretto ed interpretato da suo marito Harry Meacher.
Nel 2018 è stata scelta come narratrice per un adattamento ad audiolibro della BBC realizzato dalla scrittrice P. D. James.

## Vita personale
È sposata dal 1979 con l'attore e drammaturgo Harry Meacher e la coppia vive attualmente ad Highgate. Non ha avuto figli.

## Filmografia parziale
- Le avventure di Black Beauty (The Adventures of Black Beauty) – serie TV (1972-1973)
- Fratello sole, sorella luna, regia di Franco Zeffirelli (1972)
- Dr. Jekyll and Mr. Hyde – film TV (1973)
- Il conte Dracula (Count Dracula) – film TV (1977)
- Delitto all'undicesimo parallelo (East of Elephant Rock), regia di Don Boyd (1978)
- Scontro di titani (Clash of the Titans), regia di Desmond Davis (1981)
- Battuta di caccia (The Shooting Party), regia di Alan Bridges (1985)
- Anna Karenina, regia di Simon Langton – film TV (1985)